# Elitní komanda zblízka
Elitní komanda zblízka (v anglickém originále Close Quarters Battle) je americko-česká dokumentární série natočená v roce 2012 pojednávající o základních technikách a principech pro boj z blízka používající elitní jednotky po celém světě. Průvodcem pořadu je vysloužilý voják Terry Schappert, který je současně seržantem bojových umění a členem zelených baretů.
Terry Schappert je také expertem na zbraně a boj zblízka, čehož v pořadu využívá a prezentuje nejrůznější typy zbraní a technik, které jsou při zásazích speciálních jednotek požívány. V zásahových akcích, které jsou předváděny, jsou zasazeni především členové české elitní jednotky URNA a americké SWAT a je podrobně ukázán rozbor zásahů v městských zástavbách.
Seriál je inspirován mimo jiné i počítačovou online hrou Ghost Recon: Future Soldier .

## Seznam dílů
| Díl č. | Název                                                          | Premiéra (Prima Cool) |
| ------ | -------------------------------------------------------------- | --------------------- |
| 1      | Speciální jednotky a základy boje zblízka v uzavřeném prostoru | 6. září 2012          |
| 2      | Policejní útvary rychlého nasazení                             | 13. září 2012         |
| 3      | Čečensko                                                       | 20. září 2012         |
| 4      | SAS a Severní Irsko                                            | 27. září 2012         |
| 5      | Delta a vysvobození z vězení                                   | 4. října 2012         |
| 6      | Snipeři                                                        | 11. října 2012        |
| 7      | SWAT Los Angeles                                               | 18. října 2012        |
| 8      | Snipeři v Sarajevu                                             | 25. října 2012        |
| 9      | Soukromé vojenské společnosti                                  | 1. listopadu 2012     |
| 10     | Osobní ochrana                                                 | 8. listopadu 2012     |
| 11     | Boj s terorismem                                               | 15. listopadu 2012    |
| 12     | Francouzská cizinecká legie                                    | 22. listopadu 2012    |
| 13     | Dopadení Saddáma Husajna                                       | 29. listopadu 2012    |